# Övra Gryssjön
Övra Gryssjön är en sjö i Härjedalens kommun i Härjedalen och ingår i Ljusnans huvudavrinningsområde. Sjön har en area på 0,428 kvadratkilometer och ligger 444,2 meter över havet. Sjön avvattnas av vattendraget Gryssjöån.

## Delavrinningsområde
Övra Gryssjön ingår i det delavrinningsområde (685473-142948) som SMHI kallar för Utloppet av Övre Gryssjön. Medelhöjden är 493 meter över havet och ytan är 23,5 kvadratkilometer. Det finns inga avrinningsområden uppströms utan avrinningsområdet är högsta punkten. Gryssjöån som avvattnar avrinningsområdet har biflödesordning 3, vilket innebär att vattnet flödar genom totalt 3 vattendrag innan det når havet efter 227 kilometer. Avrinningsområdet består mestadels av skog (74 procent) och sankmarker (12 procent). Avrinningsområdet har 0,91 kvadratkilometer vattenytor vilket ger det en sjöprocent på 3,9 procent.